# St. Bonifatius (Lörrach)

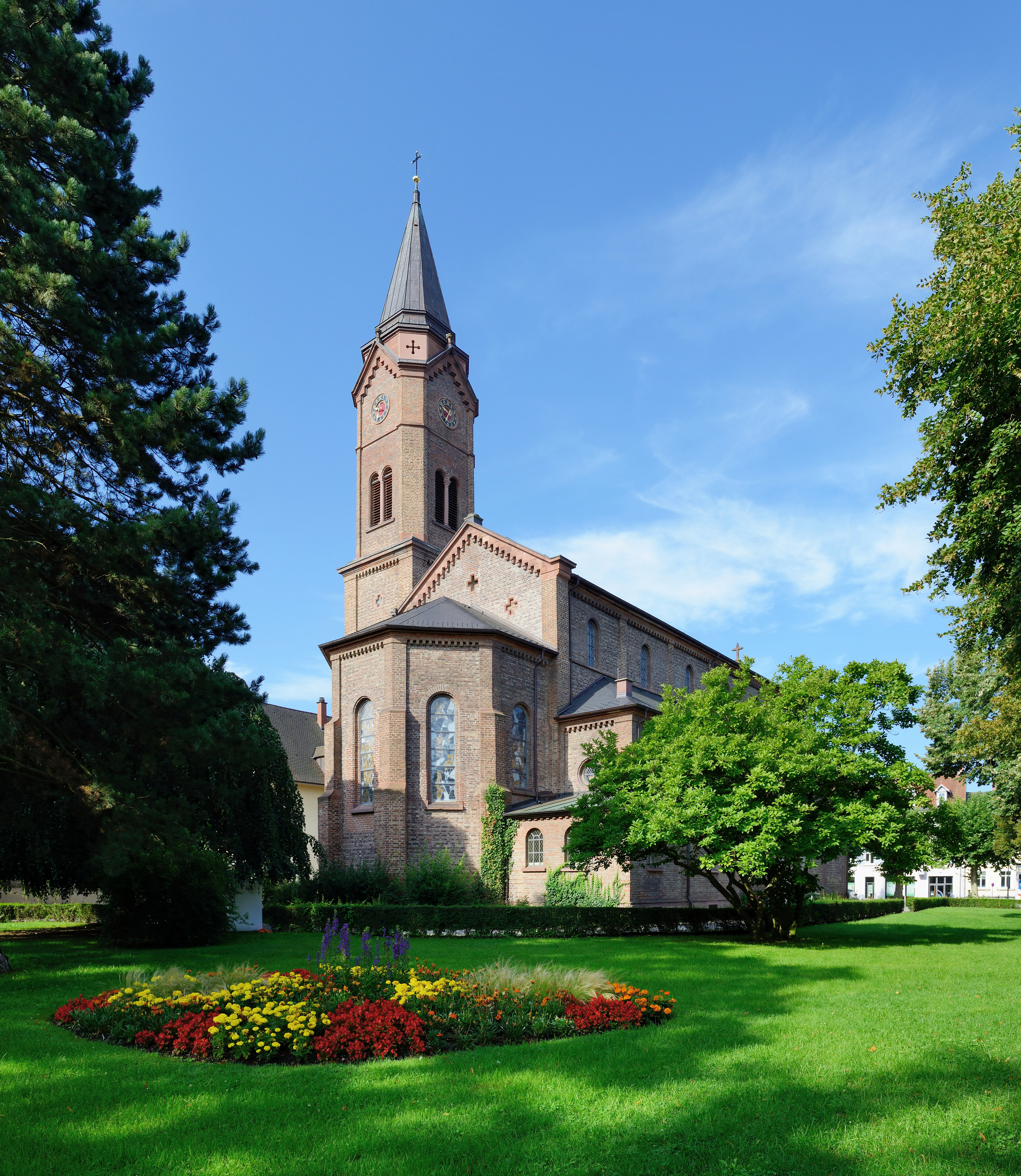
St. Bonifatius

St. Bonifatius ist die katholische Hauptkirche der südbadischen Stadt Lörrach. Die dem heiligen Bonifatius geweihte neoromanische Kirche aus Backstein steht, von einem kleinen Park eingerahmt, nördlich der Lörracher Innenstadt an der Ecke zwischen Luisenstraße und Tumringer Straße. Sie gehört zur römisch-katholischen Kirchengemeinde Lörrach und Inzlingen im Dekanat Wiesental der Erzdiözese Freiburg.
Im Gegensatz zu den beiden anderen Lörracher Kirchen, der evangelischen Stadtkirche und der Fridolinskirche aus der Weinbrennerzeit, folgt St. Bonifatius dem Stilideal der Nazarener und ähnelt darin der katholischen Kirche St. Martin in Obersäckingen.

## Geschichte
Am 9. Juli 1865 wurde an der Südwestecke des Gebäudes der Grundstein gelegt. Die Bauleitung hatte das erzbischöfliche Bauamt unter Lukas Engesser (1820–1880), einem Schüler von Heinrich Hübsch. Die Bauaufsicht übte der Lörracher Architekt Meeser aus. Die vier Glocken der Kirche wurden am 28. Juli 1867 geweiht und am 6. August desselben Jahres weihte der Mainzer Bischof Wilhelm Emmanuel von Ketteler die Kirche.

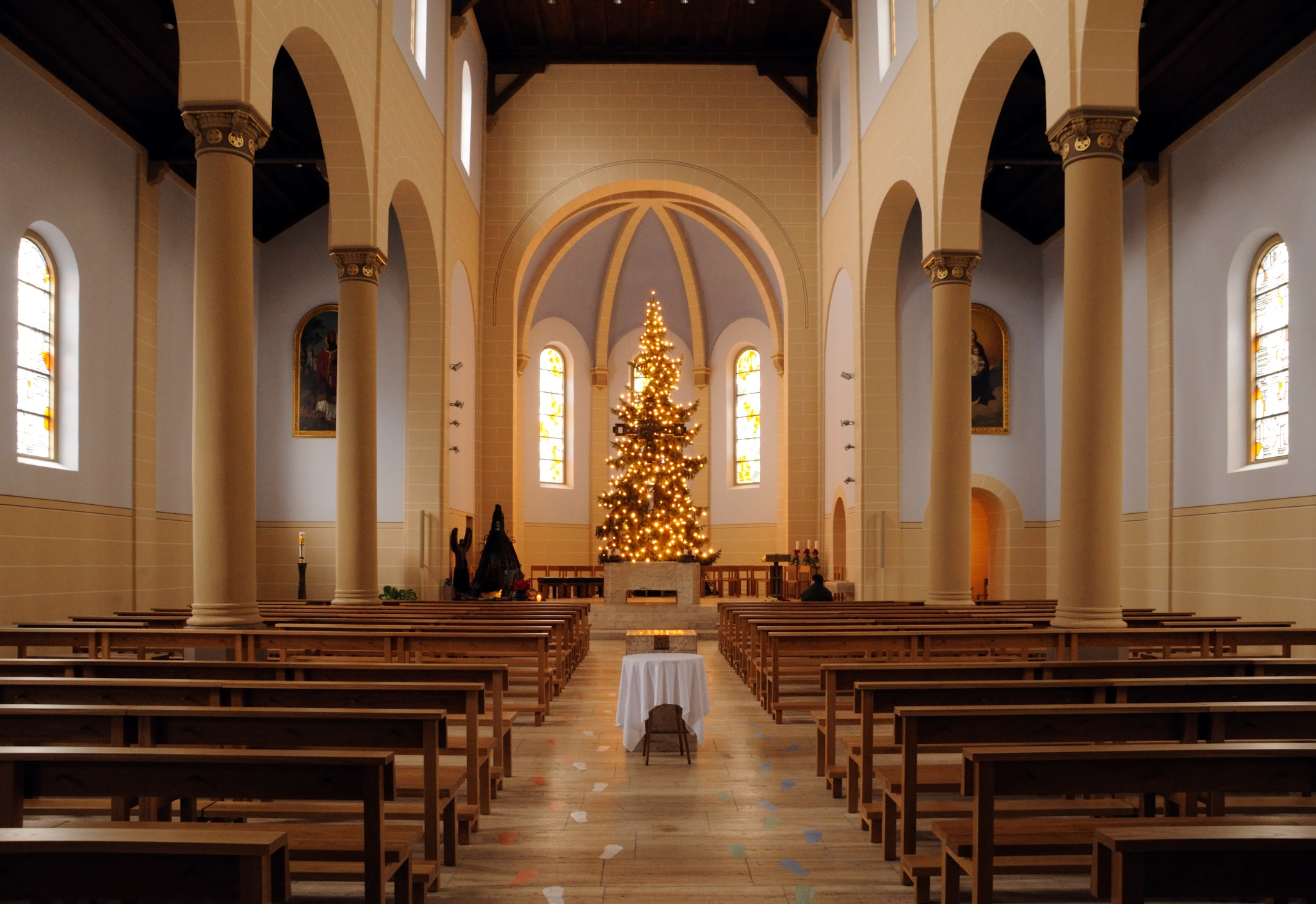
Innenraum der Bonifatiuskirche

1867 wurde in Lörrach eine Quasipfarrei gegründet, ein Jahr später eine reguläre katholische Pfarrei mit den Filialen Tumringen, Rötteln, Wittlingen, Hauingen, Haagen, Brombach, Haltingen, Binzen, Rümmingen und Schallbach. Die neue Pfarrei wurde dem Landkapitel Wiesental eingegliedert und das Pfarrhaus 1869/71 errichtet. 1880 zählte Lörrach 6716 Einwohner, 1883 hatte es 2334 katholische Gemeindemitglieder.
1892/93 wurde das Kirchengebäude erstmals restauriert und auch die Innenausstattung vollendet. 1901 wurde die Fläche um die Kirche zum öffentlichen Platz erklärt. 1903 erhielt die Kirche eine neue Monstranz. 1908 malte der Kunstmaler Karl Jennes im Chor zwischen den beiden Fenstern das Haupt Christi; gleichzeitig erhielt das Langhaus zwei neue Farbfenster von der Werkstatt Helmle & Merzweiler. Ein Jahr später überarbeitete V. Domisch aus Kirchheim die Orgel der Kirche. Als letztes Ausstattungsstück kam ein neuer Hochaltar aus dem Atelier der Gebrüder Moroder in Offenburg hinzu.
Den Zweiten Weltkrieg überstand die Kirche unbeschädigt. In der Folgezeit wurden bei Restaurierungen Ausstattungsteile aus dem 19. und frühen 20. Jahrhundert beseitigt. Weitere Restaurierungen und Renovierungen erfolgten in den Jahren 1948 und 1971/72. Bei der letzteren wurden der Hochaltar und die Kanzel entfernt. Im Untergeschoss des Turms entstand eine Marienkapelle mit einer barocken Madonna aus der Zeit um 1700/1750.
Am 15. Juli 2007 wurden Turmhelm und Glockenstuhl der Bonifatiuskirche durch einen Großbrand erheblich beschädigt, sodass die Kirche in den Jahren 2007/08 vollständig renoviert werden musste. Zur Erinnerung an den Brand steht am Laeugerrelief an der Choraußenseite eine Glocke aus dem ausgebrannten Glockenstuhl. Am 5. Oktober 2008 konnte der Kirchenbetrieb wieder aufgenommen werden.

## Beschreibung

### Kirchenbau

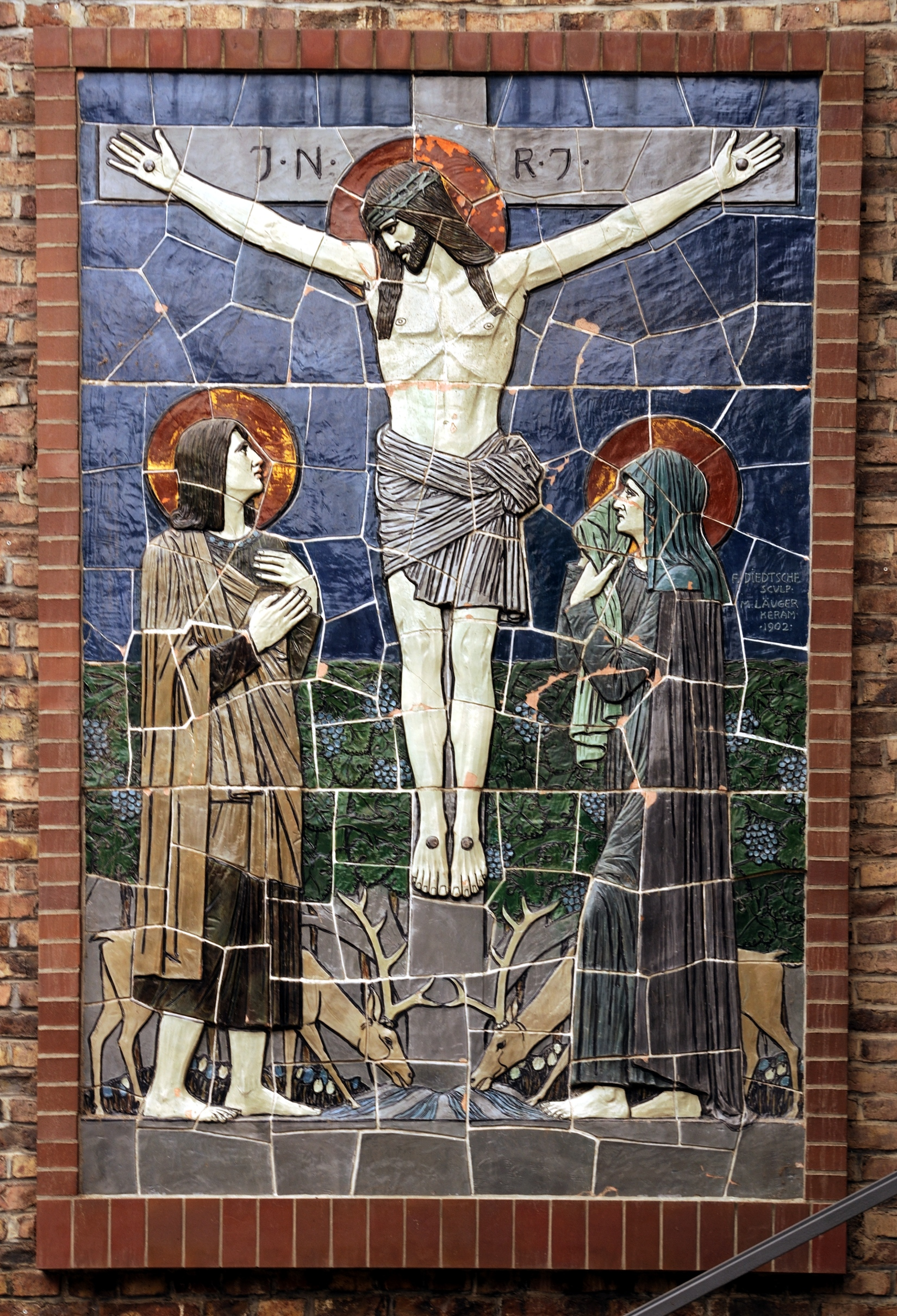
Relief von Laeuger

Die Bonifatiuskirche ist eine dreischiffige Säulenbasilika. Die Innenwände und acht Säulen sind weiß; die kräftige Holzbalkendecke ist eine Bugkonstruktion, die durch abgestützte Unterzüge gehalten wird. Das Chorgewölbe weist breite Rippen auf. Diese Form des Rundbogenstils im Gewölbe ist auf den Einfluss von Heinrich Hübsch zurückzuführen. Der Glockenturm ist 40 Meter hoch.
An der Außenfassade am Chor befindet sich eine Kreuzigungsgruppe aus kolorierten Keramikfliesen. Das Relief fertigte 1902 Max Laeuger nach einer Vorlage von Fridolin Dietsche als eine der Stationen des Lörracher Skulpturenwegs. Das Werk war eigens für die Kunstausstellung 1902 in Karlsruhe geschaffen worden. Dort erregte es Aufsehen, sodass es der Freiburger Münsterbauverein erwarb. Da Jahre nach dem Kauf kein entsprechender Platz im Münster gefunden wurde, kaufte der Museumsverein Lörrach unter Mitwirkung von Julius Wilhelm das Relief. 1950 bot der Verein die monumentale Kreuzigungsgruppe zunächst der Bonifatiusgemeinde als Leihgabe an und schenkte sie ihr 1955.

### Innenraum und Ausstattung
Der Altar aus Travertin von Bruno Knittel ist schlicht gehalten und ruht auf vier massiven Eckbeinen. Die Tabernakelstele und der Ambo sind aus Bronze gefertigt. Über dem Altar hängt ein Bronzekreuz. Alle diese Stücke stammen von Bruno Knittel. Der Zyklus der farbigen Glasfenster stammt vom Düsseldorfer Künstler Jochem Poensgen. In der Turmhalle befindet sich eine Marienkapelle mit Gedenktafeln für die Gefallenen und Vermissten der Weltkriege sowie ein barockes Bildnis Mariä mit Kind von 1700/1750.

### Orgel
1882 erbaute die Werkstatt Walcker aus Ludwigsburg eine Orgel mit 20 Registern.  1954/55 wurde sie von Willy Dold überarbeitet bzw. umgebaut und erweitert. Das Instrument hatte drei Manuale, Pedal und 34 Register, und ging beim Großbrand am 15. Juli 2007 verloren. 2009 erhielt St. Bonifatius eine neue Orgel. Das Instrument mit 42 Registern auf drei Manualen und Pedal wurde von der Orgelbauwerkstatt Thomas Jann (Laberweinting) erbaut und 2016 um ein Register erweitert.
| I Hauptwerk C–a3 |                  |     |
| 1.               | Principal        | 16′ |
| 2.               | Octave           | 8′  |
| 3.               | Flûte harm.      | 8′  |
| 4.               | Bourdon          | 8′  |
| 5.               | Violoncelle      | 8′  |
| 6.               | Octave           | 4′  |
| 7.               | Spitzflöte       | 4′  |
| 8.               | Superoctave      | 2′  |
| 9.               | Cornet V (ab c1) | 8′  |
| 10.              | Mixtur V-VI      | 2′  |
| 11.              | Trompette        | 8′  |
| 12.              | Chamade          | 8′  |

| II Schwellwerk C–a3 |                      |        |
| 13.                 | Bourdon              | 16′    |
| 14.                 | Diapason             | 8′     |
| 15.                 | Flûte ouverte        | 8′     |
| 16.                 | Gambe                | 8′     |
| 17.                 | Voix céleste         | 8′     |
| 18.                 | Prestant             | 4′     |
| 19.                 | Nachthorn            | 4′     |
| 20.                 | Nazard               | 2 ⁄3′  |
| 21.                 | Tierce               | 1 3⁄5′ |
| 22.                 | Octavin              | 2′     |
| 23.                 | Sifflet              | 1′     |
| 24.                 | Plein Jeu V          | 2′     |
| 25.                 | Basson               | 16′    |
| 26.                 | Trompette harmonique | 8′     |
| 27.                 | Basson-Hautbois      | 8′     |
| 28.                 | Clairon harmonique   | 4′     |
|                     | Tremulant            |        |

| III Continuowerk C–a3 |                  |    |
| 29.                   | Bourdon          | 8′ |
| 30.                   | Salicional       | 8′ |
| 31.                   | Rohrflöte        | 4′ |
| 32.                   | Cornet V (ab c1) | 8′ |
| 33.                   | Cromorne         | 8′ |
|                       | Tremulant        |    |

| Pedal C–f1 |               |     |
| 34.        | Grand Bourdon | 32′ |
| 35.        | Principalbaß  | 16′ |
| 36.        | Subbaß        | 16′ |
| 37.        | Oktavbaß      | 8′  |
| 38.        | Bourdon       | 8′  |
| 39.        | Octave        | 4′  |
| 40.        | Bombarde      | 32′ |
| 41.        | Posaune       | 16′ |
| 42.        | Trompette     | 8′  |

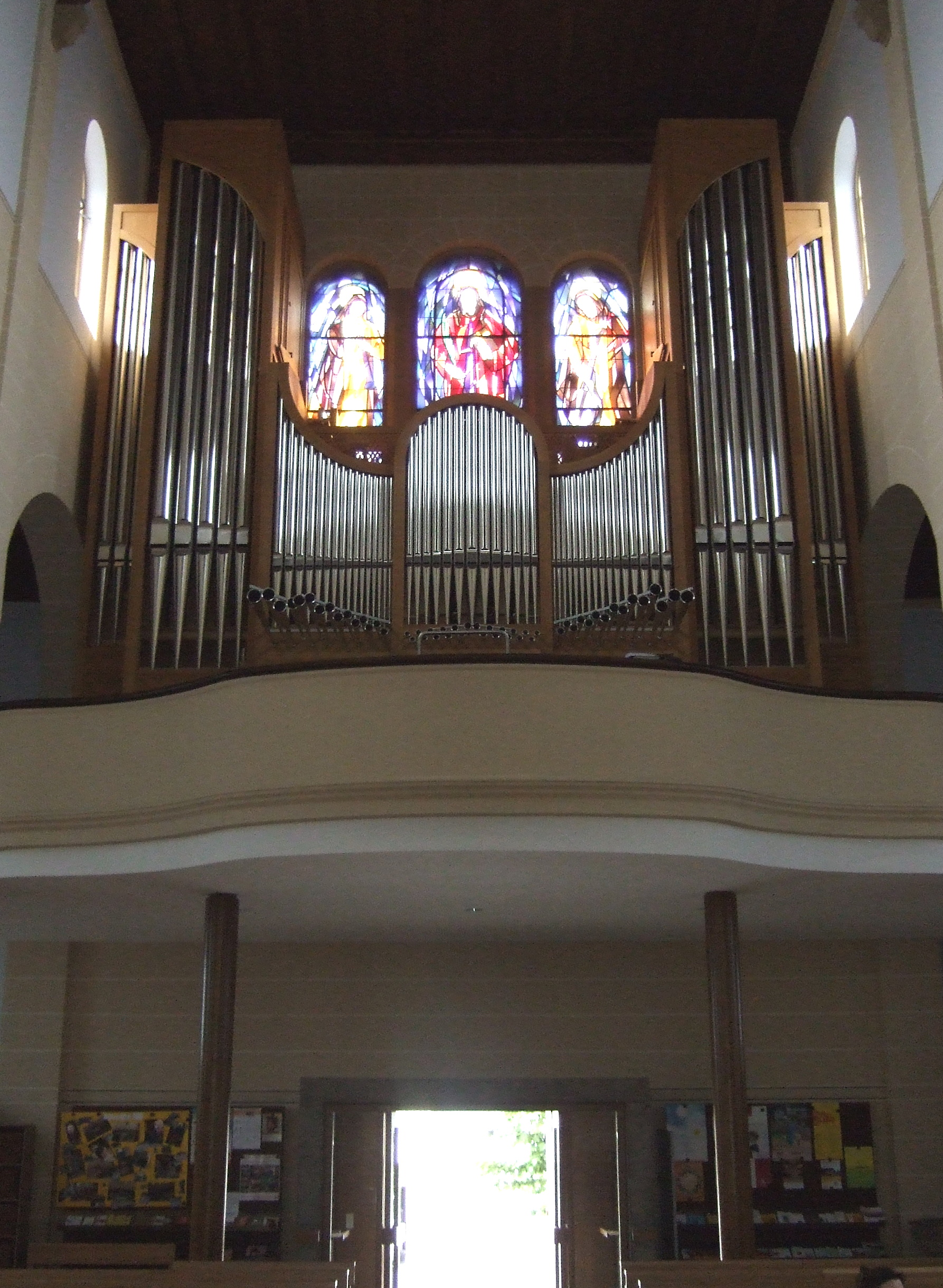
Orgel

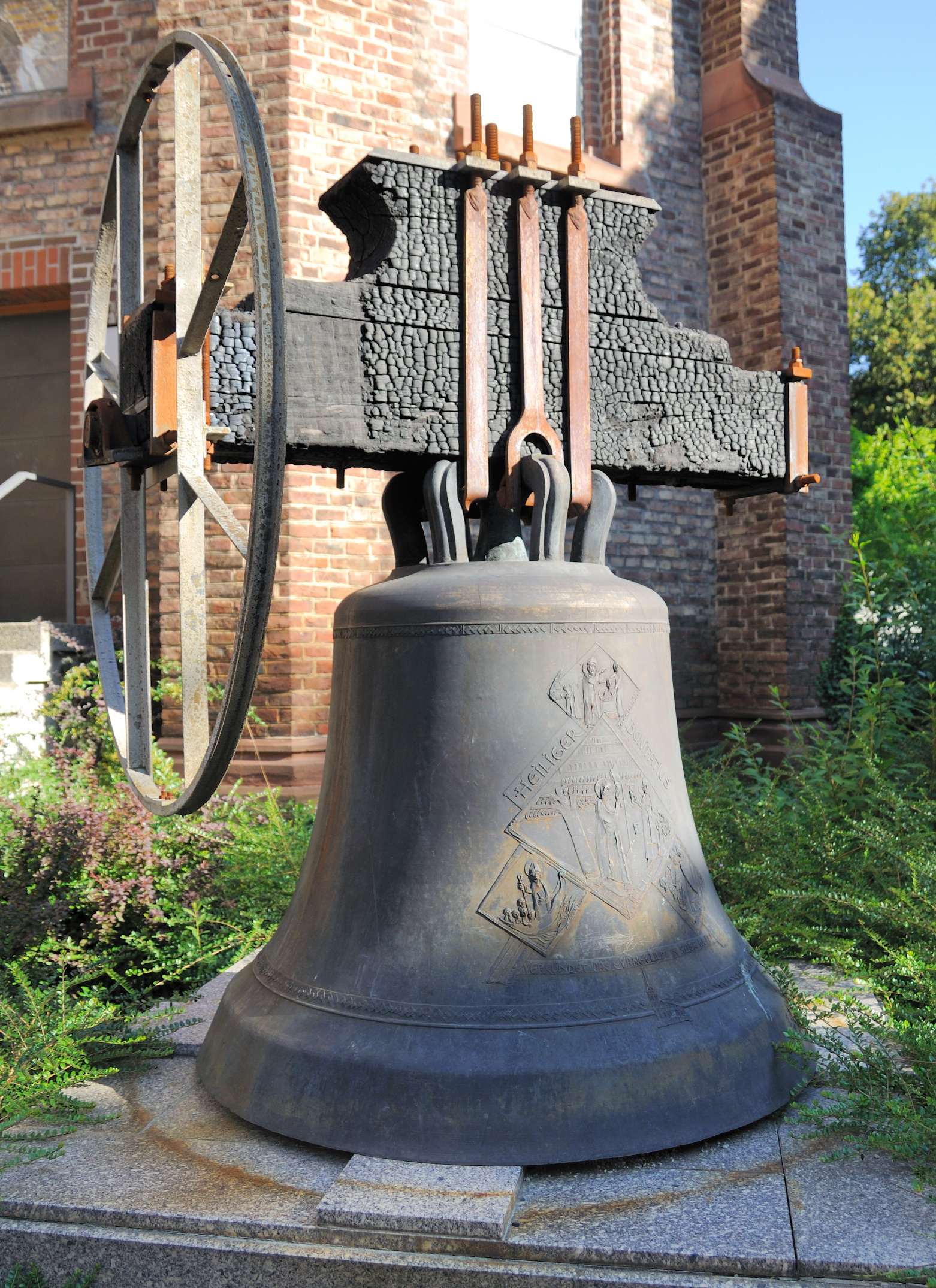
Bonifatius-Glocke des abgebrannten Glockenstuhls

- Koppeln: II/I, III/I, II/P, I/P, I 4’/P, III/P (mechanisch); II/I, II 16’/I, II 4’/P, II 4’/II (elektrisch)
- Nebenregister: Lerche, Zimbelstern

### Glocken
Ursprünglich hatte die Bonifatiuskirche ein Geläut, das aus vier Glocken bestand. Infolge des Ersten Weltkrieges mussten 1917 drei davon abgegeben werden; sie wurden 1920 ersetzt. Während des Zweiten Weltkrieges mussten bis auf die kleine c′′-Glocke ebenfalls drei Glocken für Kriegsmaterial abgehängt werden. 1948 lieferte die Glockengießerei J. F. Weule in Bockenem vier neue Eisenhartgussglocken mit den Nominalen d′, g′, a′, h′. Diese wurden abgelöst von einem Glockengeläut, das 1993 von der Karlsruher Glocken- und Kunstgießerei angefertigt wurde. 
Nach dem Brand am 15. Juli 2007, bei dem das Geläut vollkommen zerstört wurde, wurden am  14. September 2008 fünf neue Glocken aus Bronze geweiht, die die Glockengießerei Bachert in Karlsruhe gegossen hatte.
| Glocke | Name              | Nominal | Durchmesser | 0Gewicht0 | Inschrift                                             |
| ------ | ----------------- | ------- | ----------- | --------- | ----------------------------------------------------- |
| 1      | Bonifatius-Glocke | c’+4    | 1560 mm     | 2200 kg   |                                                       |
| 2      | Josef-Glocke      | d’+2    | 1400 mm     | 1600 kg   | Miteinander Kirche sein                               |
| 3      | Elisabeth-Glocke  | f’+2    | 1200 mm     | 1050 kg   | Was ihr dem Geringsten getan habt, habt ihr mir getan |
| 4      | Ökumene-Glocke    | g’+2    | 1060 mm     | 0730 kg   | Frieden, Gerechtigkeit und Bewahrung der Schöpfung    |
| 5      | Marienglocke      | b’−2    | 0940 mm     | 0510 kg   | Was er euch sagt, das tut                             |

Fast alle Glocken sind in den Uhrschlag der Turmuhr einbezogen: Glocke 1 sorgt für den Stundenschlag, die Glocken 3, 4 und 5 markieren jeweils die Viertelstunden. Optisch zeigen Zifferblätter auf allen vier Turmseiten die Uhrzeit an.